# Протоэламская цивилизация
Протоэламиты — принятый в науке термин для обозначения цивилизации народностей, предположительно на юге Месопотамии, позднее расселившихся и распространивших своё влияние на территории современного юго-западного Ирана, создавших предпосылки для становления эламской цивилизации.

## Общая характеристика
Прото-эламская цивилизация существовала предположительно с 3300 по 2800 гг. до н. э. на территории Южной Месопотамии. Для неё характерны надписи на глиняных табличках так называемым протоэламским письмом. Поскольку данное письмо до сих пор не расшифровано, протоэламскую цивилизацию традиционно рассматривают как отдельную от более поздней эламской, письменность которой прочитана.
Прото-эламская цивилизация ощутила на себе сильное влияние шумерской культуры, в дальнейшем распространившейся на территориях от Месопотамии до Центральной Азии и предположительно до Афганистана. Археологические слои прото-эламской цивилизации выявлены при раскопках города Урук, где самые ранние слои показывают существование самостоятельной культуры, уже в позднее время находившейся под влиянием шумерской культуры. Фактически предполагается, что прото-эламская культура в своем позднем варианте повторяет достижения шумерской культуры.
В дальнейшем, прото-эламская культура и её носители, в то время как на «первородине» в Месопотамии она ассимилировалась с иными поздними культурами, окончательно закрепилась на территории современного юго-западного Ирана и перешла в археологический слой, известная как эламская.

## История

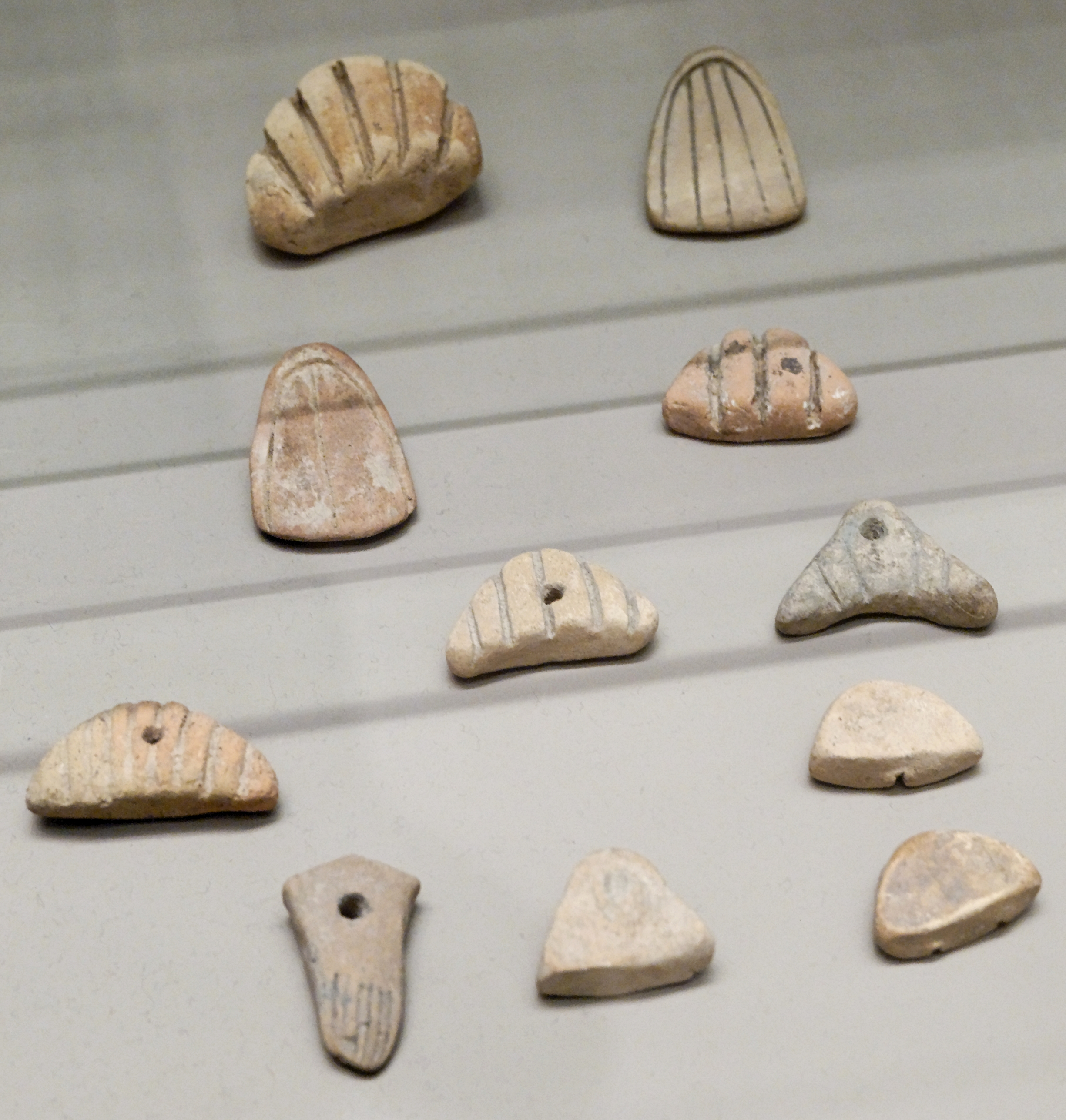
Глиняные счётные знаки, Сузы, Урукский период, около 3500 г. до н. э. Отдел восточных древностей, Лувр.

В период 8000-3700 гг. до н. э. по территории Плодородного полумесяца распространились небольшие селения, жившие на избыток сельскохозяйственной продукции. Для её учёта появились жетоны с геометрическими изображениями.
Месопотамская цивилизация возникла около 3700-2900 г. до н. э. на фоне развития технологических инноваций — таких, как плуг, парусные лодки и обработка меди. В это же время появляются глиняные таблички с пиктографическим протоэламским письмом, отражающие, по-видимому, торговлю между храмами.
Наряду с Сузами, другим важным протоэламским населённым пунктом был Тепе-Сиалк, где можно видеть останки единственного сохранившегося до сих пор протоэламского зиккурата. К этому же периоду относятся найденные в Сузах до сих пор не расшифрованные тексты протоэламским письмом. На основании многочисленных сходных деталей считается, что протоэламиты были тем же народом, что и эламиты, тем более, что отсутствуют археологические следы крупномасштабных миграций в период перехода от протоэламской письменности к эламской клинописи.
По мнению ряда антропологов (среди которых — Джон Олден, John Alden), влияние протоэламской цивилизации быстро выросло в конце 4 тыс. до н. э., и так же быстро пришло в упадок в результате развития морской торговли в Персидском заливе несколько столетий спустя.
Протоэламская керамика второй половины 5 тыс. до н. э. обнаружена в Тепе-Сиалке, наряду с табличками протоэламским письмом. Первые цилиндрические печати также относятся к протоэламскому периоду.

## Попытки расшифровки
Несмотря на то, что протоэламит остается нешифрованным, содержание многих текстов известно. Это возможно потому, что некоторые знаки, и в особенности большинство числовых знаков, похожи на соседнюю месопотамскую систему письма, прото-клинописную. Кроме того, ряд протоэламских знаков являются фактическими изображениями объектов, которые они представляют. Тем не менее, большинство протоэламских знаков полностью абстрактны, и их значения могут быть расшифрованы только посредством тщательного графотаксического анализа. Хотя эламский язык был предложен в качестве вероятного кандидата, лежащего в основе прото-эламских надписей, нет никаких положительных доказательств этого. Самые ранние прото-эламские надписи, будучи чисто идеографическими, на самом деле не содержат никакой лингвистической информации, и после исследования Фрибергом древней ближневосточной метрологии 1978/79 годов попытки расшифровки отошли от лингвистических методов. В 2012 году д-р Джейкоб Даль из Факультета востоковедения Оксфордского университета объявил о проекте по созданию высококачественных изображений таблеток из протоэламитовой глины и их публикации в Интернете. Он надеется, что краудсорсинг ученых и любителей, работающих вместе, сможет понять сценарий, несмотря на наличие ошибок и отсутствие фонетических подсказок. Даль помог сделать онлайн-снимки почти 1600 табличек протоэламита.